# Andrés Sabido
Andrés Sabido (Madrid, 13 novembre 1957) è un ex calciatore spagnolo, di ruolo difensore.

## Palmarès
- Campionato spagnolo: 3

Real Madrid: 1977-1978, 1978-1979, 1979-1980
- Coppa di Spagna: 2

Real Madrid: 1979-1980, 1981-1982